# Gare de Davos-Dorf
La gare de Davos-Dorf (en allemand Bahnhof Davos-Dorf) est une gare ferroviaire suisse de la ligne RhB à voie métrique de Landquart à Davos-Platz. Elle est située à Davos-Platz, l'une des deux entités de la ville de Davos, région de Prättigau/Davos dans le canton des Grisons.
C'est une gare des Chemins de fer rhétiques (RhB).

## Situation ferroviaire
Établie à 1 560 mètres d'altitude, la gare de Davos-Dorf est située au point kilométrique (PK) 47,331 de la ligne de Landquart à Davos-Platz (no 910), entre les gares de Davos-Wolfgang, et de Davos-Platz.

## Histoire
Le 12 juin 1890, le conseil fédéral suisse approuve le plan du tracé de la ligne de Landquart à Davos entre Davos-Dörfli et Davos-Platz

## Service des voyageurs

### Accueil
Gare des Chemins de fer rhétiques (RhB), elle dispose d'un bâtiment voyageurs.

### Desserte

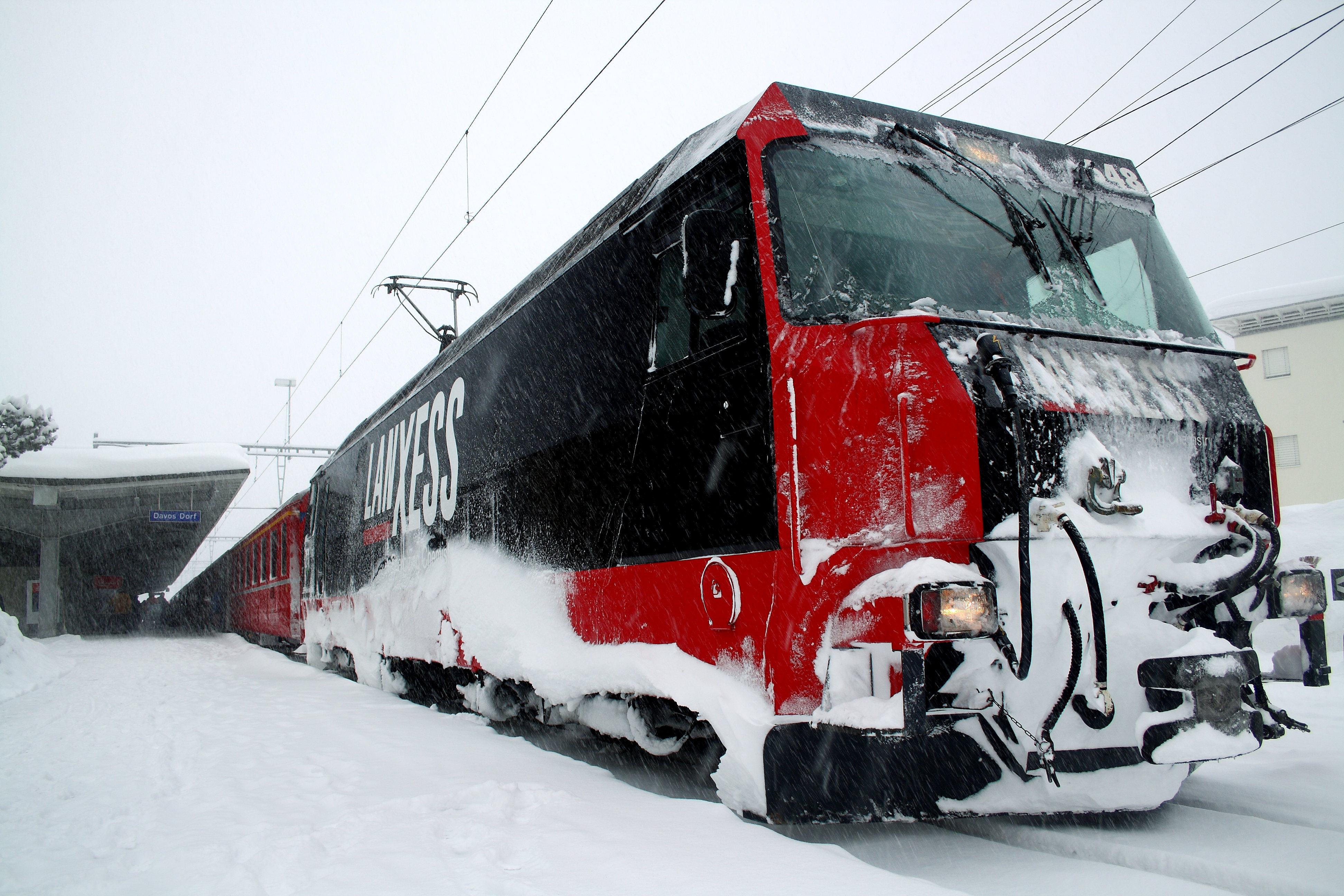
RhB Ge 4/4 III en gare en février 2009

### Intermodalité
Un parking pour les véhicules y est aménagé. Elle est desservie par des bus locaux.